# Parvati Nair
Parvati Nair (Oslo, 1961) es una hispanista y experta en migraciones y movilidad británico-noruega, directora del Instituto de Investigación de la Universidad de las Naciones Unidas sobre Globalización, Cultura y Movilidad (UNU-GCM).

## Biografía
Parvati Nair nació en Oslo, Noruega, hija de padres indios. Residió en distintos países como India, Marruecos, o España, hasta establecerse definitivamente en el Reino Unido, aunque pasa temporadas en la localidad española de Granada. En 1978 inició los estudios superiores de español en el Westfield College de Londres donde continuó su formación hasta licenciarse. Después realizó un máster de Educación y Enseñanza de lenguas extranjeras en la Universidad de Londres.
Profesora de español en la London Guildhall University hasta 2000, en la actualidad (2015) es catedrática de estudios hispánicos, culturales y de inmigración en la Queen Mary University of London, —donde dirigió el Centro para el Estudio de la Migración— y directora del Instituto de Investigación de la Universidad de las Naciones Unidas sobre Globalización, Cultura y Movilidad (UNU-GCM). Sus campos de investigación se desarrollan en los ámbitos de estudios culturales, con particular interés en las teorías y representaciones de la migración, la movilidad, los espacios urbanos, el desplazamiento, la etnia y el género. Es autora de varias publicaciones sobre estos temas, entre ellas Rumbo al norte: inmigración y movimientos culturales entre el Magreb y España (Edicions Bellaterra, 2006) y A Different Light: The Photography of Sebastião Salgado (Duke University Press, 2011). También es la editora principal de Crossings: Journal of Migration and Culture.
Nair es miembro de la Royal Society of Arts, así como del Institute of Germanic and Romance Studies y el Institute for the Study of the Americas, ambos de la Universidad de Londres.